# Paralatreutes
Paralatreutes is een geslacht van kreeftachtigen uit de klasse van de Malacostraca (hogere kreeftachtigen).

## Soort
- Paralatreutes bicornis Kemp, 1925